# Globo pálido

Globus pallidus. Las imágenes son de Anatomografía mantenida por Life Science Databases (LSDB). Cliquear sobre la imagen para ver animación.

El globo pálido es uno de los tres núcleos que forman los núcleos basales. Transmite información desde el putamen y el caudado hacia el tálamo. Se llama así porque presenta axones bien mielinizados. Este núcleo representa la pared estrecha de la cuña, que se dirige en sentido medial del núcleo lenticular, el cual se divide en porciones externa e interna por una lámina medular medial o interna.
- Datos: Q1759633
- Multimedia: Globus pallidus / Q1759633